# 756
| [ Edytuj tabelę ]          |                                                    |
| Król Asturii               | - 739 Alfons I 757                                 |
| Cesarz Bizancjum           | - 741 Konstantyn V Kopronim 775                    |
| Chan Bułgarii              | - 753 Winech 760                                   |
| Cesarz Chin                | - 712 Tang Xuanzong 756 - 756 Tang Suzong 762      |
| Król Essexu                | - 746 Swithred 758                                 |
| Król Franków               | - 751 Pepin Krótki 768                             |
| Cesarz Japonii             | - 749 Kōken 758                                    |
| Kalif                      | - 754 Al-Mansur 775                                |
| Patriarcha Konstantynopola | - 754 Konstantyn II 766                            |
| Król Longobardów           | - 749 Aistulf 756 - 756 Rachis 757                 |
| Król Mercji                | - 716 Aethelbald 757                               |
| Król Nortumbrii            | - 737 Eadbert 758                                  |
| Papież                     | - 752 Stefan II (III) 757                          |
| Doża Wenecji               | - 755 Gaulo Galla 756 - 756 Domenico Monegario 764 |
| Król Wessexu               | - 740 Cuthred 756 - 756 Sigeberht 757              |

Rok 756 / DCCLVI
stulecia: VII wiek ~
VIII wiek ~
IX wiek

lata: 746 «
751 «
752 «
753 «
754 «
755 «
756
» 757
» 758
» 759
» 760
» 761
» 766

## Wydarzenia
- 14 maja – miała miejsce bitwa pod Alamedą.
- 15 maja – Abd ar-Rahman I został emirem Kordoby.
- Abd ar-Rahman, ostatni przedstawiciel dynastii Umajjadów, uniezależnił emirat arabski w Hiszpanii od kalifatu Abbasydów w Bagdadzie i ustanowił stolicę emiratu w Kordobie.
- Przekazanie ziem zdobytych przez wojska Franków papieżowi, oddał je Pepin Krótki.

## Zmarli
- Cesarz Chin - Xuanzong
- Król Anglii - Cheder
- Król Longobardów - Fistuł
- Doża Wenecji - Gaulo Galla